# Joseph Roth

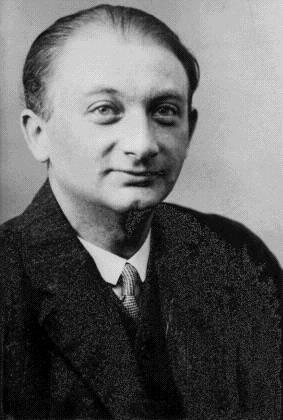
Joseph Roth, 1926

Moses Joseph Roth (* 2. September 1894 in Brody, Ostgalizien, Österreich-Ungarn; † 27. Mai 1939 in Paris) war ein österreichischer Schriftsteller und Journalist.
Roth stammte aus einem bürgerlichen Elternhaus galizischer Juden. Während seines Studiums der Germanistik an der Universität Lemberg und später in Wien verfasste er seine ersten literarischen Arbeiten. Roth, der am Ersten Weltkrieg als Soldat teilnahm, wandte sich zum Ende seiner Militärzeit dem Journalismus zu. 1923 erreichte er eine Anstellung bei der Frankfurter Zeitung. In der Wiener Arbeiter-Zeitung debütierte er mit dem Feuilletonroman Das Spinnennetz. Es folgten Zeitromane wie das Hotel Savoy und Die Rebellion. Die ironisch-distanziert erzählten Tatsachenberichte warfen ein skeptisches Licht auf die Nachkriegszeit.
1930 erschien der Roman Hiob, mit dem Roths zweite Schaffensphase begann. Im Gegensatz zu den früheren Romanen, die sich durch einen klaren wie zugänglichen Stil auszeichnen, stehen sich fortan die kräftige Bildlichkeit des Alten Testaments und die Drastik des Geschehens gegenüber. 
In seinem 1932 erschienenen Roman Radetzkymarsch, einem Requiem auf das Habsburgerreich, schildert er anhand des Werdegangs der Familie Trotta den Zerfall Österreich-Ungarns. Der historische Roman, eine elegische Wiedererweckung des Habsburgerreiches und Verfallsanalyse zugleich, gehört zu den bedeutendsten deutschsprachigen Romanen des 20. Jahrhunderts.
In seiner letzten Schaffensphase nahm Roth, der seit 1933 aufgrund der Machtübernahme der Nationalsozialisten im französischen Exil leben musste, mit Romanen wie Beichte eines Mörders, erzählt in einer Nacht (1936) oder Das falsche Gewicht (1937) die Fabel als Grundform des Erzählens wieder auf, wie er mit dem Österreichroman Die Kapuzinergruft aus dem Jahre 1938 an Radetzkymarsch anschloss.
Roth starb im Alter von 44 Jahren in Paris an seiner Alkoholkrankheit. Neben den beiden bedeutenden Romanen Hiob und Radetzkymarsch sind es unter anderem die Novelle Die Legende vom heiligen Trinker und der Essay Juden auf Wanderschaft, die seinen Rang als einer der wichtigsten deutschsprachigen Erzähler der ersten Hälfte des 20. Jahrhunderts begründen.

## Leben

### Herkunft
Roth wurde im galizischen Schtetl Brody geboren, das damals zur österreichisch-ungarischen Monarchie gehörte. Brody war Grenzstadt zum russischen Wolhynien. Seine Mutter Maria Grübel stammte aus einer in Brody ansässigen jüdischen Kaufmannsfamilie, sein Großvater handelte mit Tuch, seine fünf Onkel mit Hopfen. Roths Vater Nachum Roth stammte aus orthodox-chassidischem Umfeld. Bei der Heirat 1892 war er Getreidehändler im Auftrag einer Hamburger Firma. Als von ihm in Kattowitz eingelagerte Ware veruntreut wurde, musste er zur Regelung der Angelegenheit nach Hamburg reisen. Auf der Rückreise wurde er durch sein Verhalten im Zug auffällig. Er wurde deswegen zunächst in eine Anstalt für Geisteskranke eingewiesen, dann seinen westgalizischen Verwandten übergeben, die ihn der Obhut eines russisch-polnischen Wunderrabbis überließen, an dessen Hof ihn Jahre später einer der Onkel Joseph Roths ausfindig machte. Dieser beschrieb den Vater als sehr schön, unaufhörlich lachend und völlig unzurechnungsfähig.
Joseph Roth hat seine Herkunft zum Gegenstand von Verschleierung und Mystifikation gemacht. Vor allem die Person seines Vaters erschien in mehrfachen schillernden Umgestaltungen: Er sei der außereheliche Sohn eines österreichischen Offiziers, eines polnischen Grafen, eines Wiener Munitionsfabrikanten. Roth behauptete auch, in Szwaby (Schwaby), einem kleinen Dorf in der Nähe von Brody, geboren worden zu sein, dessen Einwohner mehrheitlich deutschstämmig waren, im Gegensatz zur jüdischen Bevölkerungsmehrheit in Brody. Tatsächlich lag Roths Geburtshaus in einem Viertel um den Bahnhof von Brody, das damals bei den Einwohnern den Beinamen „Schwabendorf“ oder „Szwaby“ hatte, weil hier die Familien ehemaliger deutscher Einwanderer wohnten. Roths Geburtshaus wurde im sowjetisch-ukrainischen Krieg 1919/1920 zerstört. Der frühe Vaterverlust und in übertragener Form der Verlust des Vaterlandes, nämlich der österreichischen Monarchie, zieht sich als roter Faden durch Roths Werk.

### Kindheit und Jugend in Brody
Roth berichtete von einer von Armut und Dürftigkeit geprägten Kindheit und Jugend. Demgegenüber weisen
Fotografien aus der Zeit und die Berichte seiner Verwandten zwar nicht auf Wohlhabenheit, aber auf durchaus bürgerliche Lebensumstände hin: Seine Mutter hatte ein Dienstmädchen, Joseph erhielt Violinunterricht und besuchte das Gymnasium.
In anderer als materieller Hinsicht war die Lage seiner Mutter allerdings tatsächlich prekär: Sie war nicht Witwe, da ihr Mann noch lebte bzw. als vermisst galt. Scheiden lassen konnte sie sich nicht, da dies einen Scheidebrief (Get) ihres Mannes erfordert hätte, dazu jedoch hätte dieser bei Sinnen sein müssen. Außerdem galt im orthodoxen Judentum Galiziens Wahnsinn als Fluch Gottes, der auf der ganzen Familie lag und die Heiratsaussichten der Kinder deutlich verschlechterte. Deshalb wurde in der Familie über das Schicksal des Vaters geschwiegen, und man nahm lieber das Gerücht hin, Nachum Roth habe sich erhängt.
Die Mutter lebte zurückgezogen und versorgte den Haushalt des Großvaters bis zu dessen Tod im Jahre 1907. Sie konzentrierte sich auf die Erziehung des Sohnes, der abgeschlossen und behütet aufwuchs.

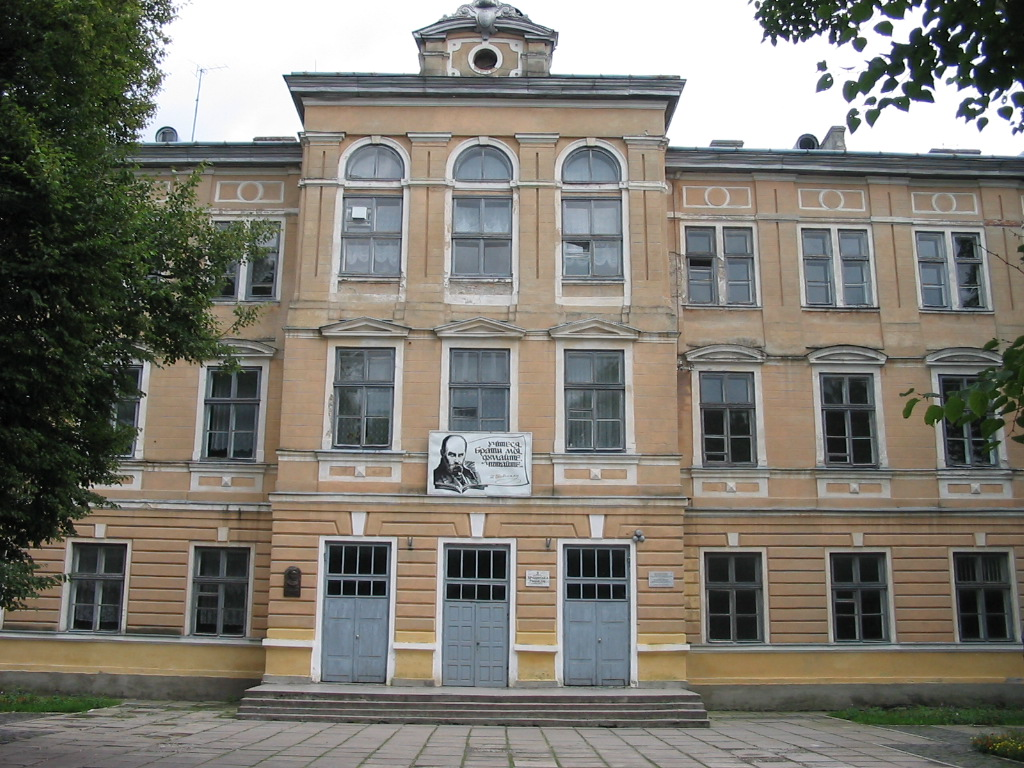
K.k. Kronprinz-Rudolf-Gymnasium Brody

Ab 1901 besuchte Joseph Roth die Baron-Hirsch-Schule in Brody, eine vom jüdischen Eisenbahnmagnaten und Philanthropen Maurice de Hirsch gegründete Handelsschule, die sich, anders als die Cheder genannten orthodoxen Traditionsschulen, nicht auf den religiösen Unterricht beschränkte, sondern wo über Hebräisch und Thorastudium hinaus auch Deutsch, Polnisch und praktische Fächer unterrichtet wurden. Unterrichtssprache war Deutsch.
Von 1905 bis 1913 besuchte Roth das Kronprinz-Rudolf-Gymnasium in Brody. Es ist nicht ganz klar, ob das Schulgeld von 15 Gulden pro Semester (eine erhebliche Summe; in dieser Zeit war allerdings bereits die Kronenwährung eingeführt) von seinem Vormund und Onkel Siegmund Grübel bezahlt wurde, ob er ein Stipendium hatte oder ihm das Schulgeld erlassen wurde. Er war ein guter Schüler. Das Gymnasium hielt für schon bestehende Klassen bis 1914 an Deutsch als Unterrichtssprache fest. Als einziger Jude seines Jahrgangs legte er 1913 die Matura sub auspiciis Imperatoris ab. Auf seine Mitschüler wirkte er teils zurückhaltend, teils arrogant, ein Eindruck, den er auch später bei seinen Kommilitonen an der Wiener Universität hinterließ. In diese Zeit fallen seine ersten schriftstellerischen Arbeiten (Gedichte).

### Studium in Lemberg und Wien

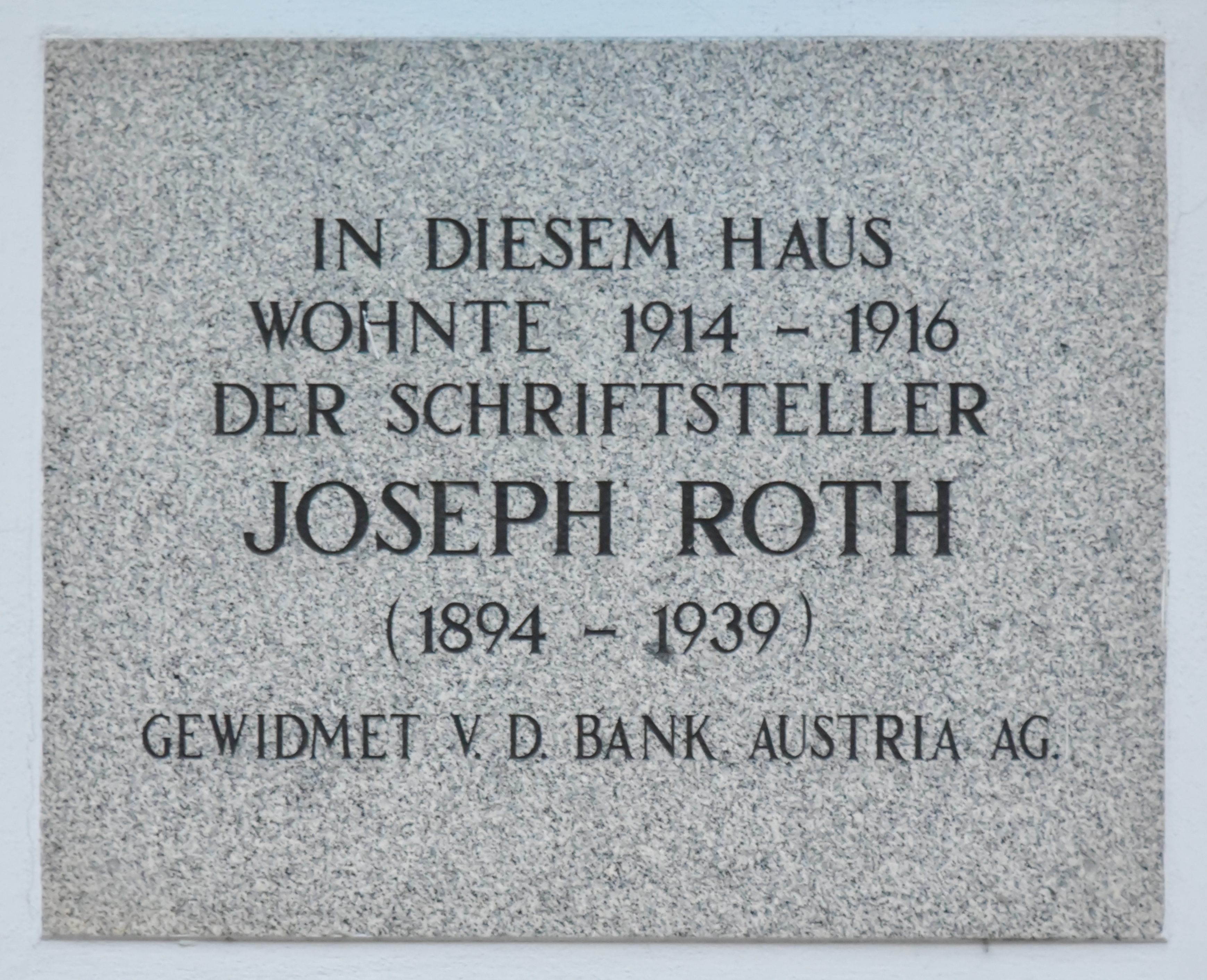
Gedenktafel für Joseph Roth in Wien

Nach seiner Matura im Mai 1913 übersiedelte Roth nach Lemberg, in die Hauptstadt Galiziens, wo er sich an der Universität Lemberg immatrikulierte. Unterkunft fand er bei seinem Onkel Siegmund Grübel, doch scheint es zwischen dem nüchternen Kaufmann und dem angehenden Dichter bald zu Spannungen gekommen zu sein. Eine mütterliche Freundin für viele Jahre fand er in der damals 59-jährigen Helene von Szajnoda-Schenk, einer gebrechlichen, aber geistig sehr lebhaften und hochgebildeten Dame, die im Haus des Onkels eine Wohnung gemietet hatte. Auch mit seinen Cousinen Resia und Paula verband ihn bald Freundschaft.
Die Atmosphäre Lembergs war damals geprägt von sich verschärfenden Spannungen, nicht nur zwischen den Nationalitäten (an der Universität kam es zu Kämpfen zwischen polnischen und ruthenischen Studenten), auch innerhalb des Judentums gärte die Auseinandersetzung zwischen Chassidismus, Haskala (Aufklärung) und der immer stärker werdenden zionistischen Bewegung. Inwieweit Roth tatsächlich in Lemberg studiert hat, ist nicht klar. Er hielt sich schon im Herbst 1913 zeitweise in Wien auf, wo er vom 2. bis 9. September 1913 am XI. Zionisten-Kongress teilnahm.
In Brody war Roths Jahrgang der letzte mit Deutsch als Unterrichtssprache gewesen, an der Universität Lemberg war seit 1871 Polnisch die Unterrichtssprache. Dass Roth seine literarische Heimat in der deutschen Literatur sah, war möglicherweise einer der Gründe, Lemberg zu verlassen und sich für das Sommersemester 1914 an der Wiener Universität zu immatrikulieren.
In Wien nahm sich Roth zunächst ein kleines Zimmer im 2. Gemeindebezirk, der Leopoldstadt, wo viele Juden lebten. Im folgenden Semester bezog er mit seiner Mutter, die vor den Wirren des ausbrechenden Ersten Weltkrieges nach Wien geflohen war, eine kleine Wohnung im benachbarten 20. Bezirk, Brigittenau (Wallensteinstraße 14). Roth und seine Mutter, später auch die Tante Rebekka (Riebke), lebten in dieser ersten Zeit in recht dürftigen Umständen. Roth war ohne Einkünfte, seine Mutter bezog eine geringe Flüchtlingshilfe. Nach dem Beginn des Ersten Weltkrieges erfolgten die Zuwendungen von Onkel Siegmund wegen der russischen Okkupation nur sporadisch.
Roth begann das Studium der Germanistik. Er legte Wert darauf, in den Prüfungen erfolgreich abzuschneiden und von den Professoren zur Kenntnis genommen zu werden. Im Nachhinein urteilte er negativ über Studenten und Lehrer. Eine Ausnahme bildete Walther Brecht, der Ordinarius für Neuere deutsche Literatur. Heinz Kindermann, Brechts Assistent, wurde zu einer Art Rivale. In der 1916 erschienenen ersten Erzählung Roths, Der Vorzugsschüler, war Kindermann Vorbild für die Hauptfigur Anton Wanzl, einen mit einigem Hass und einiger Kenntnis geschilderten Charakter.
Bald besserte sich die materielle Situation. Stipendien und Hauslehrerstellen (unter anderem bei der Gräfin Trautmannsdorff) erlaubten Roth die Anschaffung guter Anzüge. Mit Bügelfalte, Stock und Monokel beschrieben ihn Zeugen der Zeit als Abbild des Wiener „Gigerls“ (Dandys).

### Erster Weltkrieg
Zum wegweisenden Erlebnis wurde für Roth der Erste Weltkrieg und der darauf folgende Zerfall Österreich-Ungarns. Im Gegensatz zu vielen anderen, die bei Kriegsausbruch von nationaler Begeisterung erfasst wurden, vertrat er zunächst eine pazifistische Position und reagierte mit einer Art erschreckten Bedauerns. Doch im Verlauf der Zeit erschien ihm, der als kriegsuntauglich eingestuft worden war, die eigene Haltung als beschämend und peinlich: „Als der Krieg ausbrach, verlor ich meine Lektionen, allmählich, der Reihe nach. Die Rechtsanwälte rückten ein, die Frauen wurden übelgelaunt, patriotisch, zeigten eine deutliche Vorliebe für Verwundete. Ich meldete mich endlich freiwillig zum 21. Jägerbataillon.“
Am 31. Mai 1916 meldete Roth sich zum Militärdienst und begann am 28. August 1916 seine Ausbildung als Einjährig-Freiwilliger. Er und sein Freund Józef Wittlin optierten für das 21. Feldjäger-Bataillon, dessen Einjährigen-Schule sich im 3. Wiener Bezirk befand. Ursprünglich war geplant, das Studium in der Freizeit fortzusetzen.
In die Zeit der Ausbildung fiel der Tod von Kaiser Franz Joseph I. am 21. November 1916. Roth stand im Spalier der Soldaten entlang des Beerdigungszuges: „Der Erschütterung, die aus der Erkenntnis kam, daß ein historischer Tag eben verging, begegnete die zwiespältige Trauer um den Untergang eines Vaterlandes, das selbst zur Opposition seine Söhne erzogen hatte.“ Der Tod des 86-jährigen Kaisers wird zu einem zentralen Symbol für den Untergang des Habsburgerreiches und den Verlust von Heimat und Vaterland mehrfach in Roths Werken, unter anderem in den Romanen Radetzkymarsch und Die Kapuzinergruft.
Roth wurde nach Galizien zur 32. Infanterietruppendivision versetzt. Von 1917 bis wahrscheinlich zum Kriegsende war er dem militärischen Pressedienst im Raum Lemberg zugeteilt. Roths angebliche russische Kriegsgefangenschaft ist nicht nachweisbar, mögliche Akten oder persönliche Briefe dazu sind nicht erhalten.
Nach Kriegsende musste Joseph Roth sein Studium abbrechen und sich auf den Erwerb des Lebensunterhalts konzentrieren. Bei der Rückkehr nach Wien fand er zunächst Unterkunft bei Leopold Weiss, dem Schwager seines Onkels Norbert Grübel. Nach einem Aufenthalt in Brody geriet er auf dem Rückweg in die Auseinandersetzungen zwischen polnischen, tschechoslowakischen und ukrainischen Einheiten, aus denen er nur mit Mühe zurück nach Wien entkam.
Noch während seiner Militärzeit begann Roth, Berichte und Feuilletons für die Zeitschriften Der Abend und Der Friede zu schreiben. In Österreichs Illustrierter Zeitung erschienen Gedichte und Prosa. Im April 1919 wurde er Redakteur bei der Wiener Tageszeitung Der Neue Tag, die auch Alfred Polgar, Anton Kuh und Egon Erwin Kisch zu ihren Mitarbeitern zählte. In dieser Zeitung veröffentlichte er seine Artikel in der Rubrik „Wiener Symptome“ unter dem Namen „Josephus“. In diesem beruflichen Umfeld gehörte es dazu, Stammgast im Café Herrenhof zu sein, wo Roth im Herbst 1919 seine spätere Frau Friederike (Friedl) Reichler kennenlernte.

### Journalist in Wien und Berlin

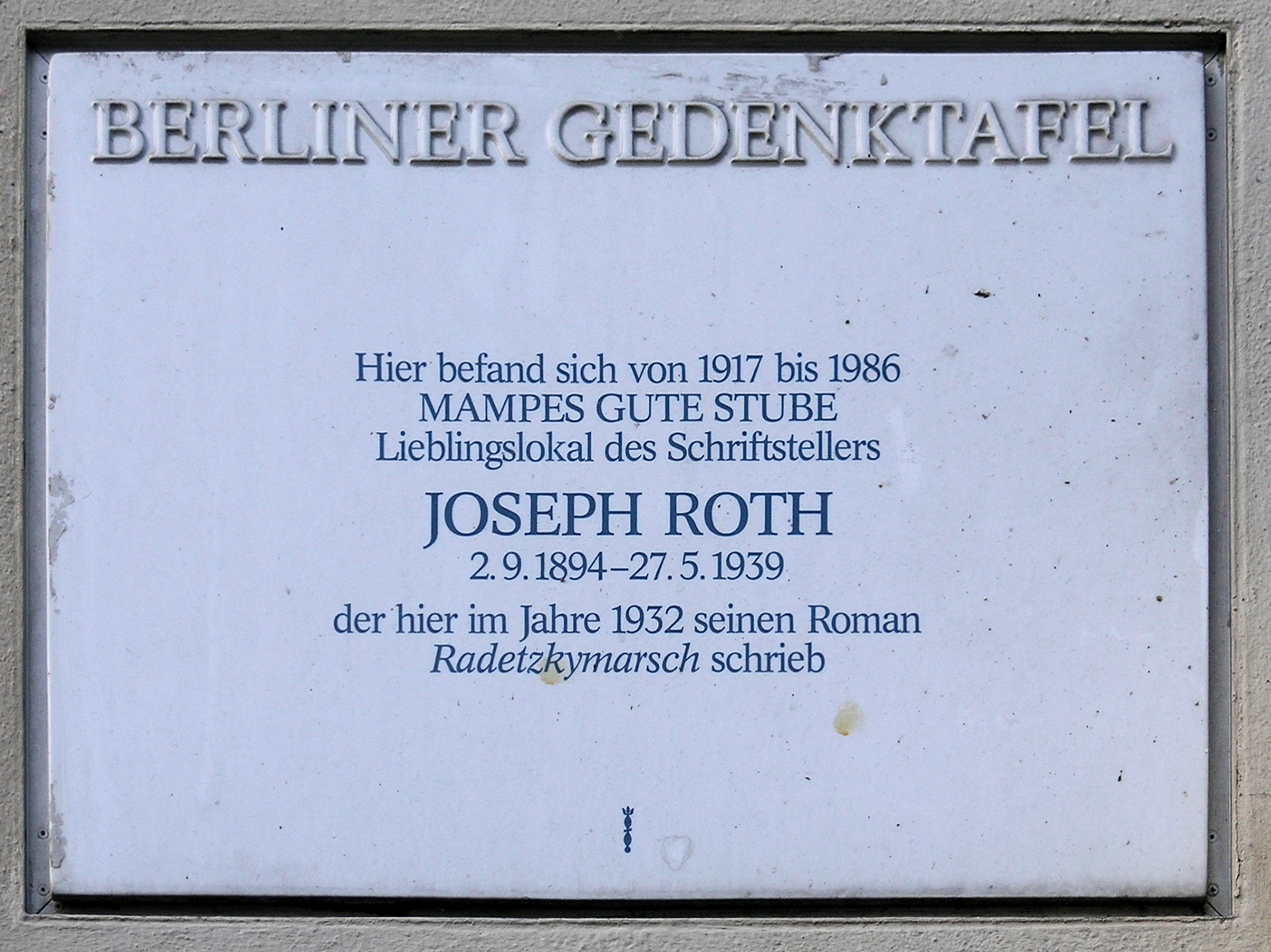
Gedenktafel in Berlin-Charlottenburg, Kurfürstendamm 15

Ende April 1920 stellte der Neue Tag sein Erscheinen ein. Roth zog nach Berlin. Dort hatte er zunächst Schwierigkeiten mit seiner Aufenthaltsgenehmigung wegen der Unklarheiten und Fiktionen in seinen Dokumenten. So hatte beispielsweise ein befreundeter Pfarrer ihm einen Taufschein ausgestellt, in dem als Geburtsort Schwaben in Ungarn eingetragen war. Bald erschienen Beiträge von ihm in verschiedenen Zeitungen, darunter die Neue Berliner Zeitung. Ab Jänner 1921 arbeitete er hauptsächlich für den Berliner Börsen-Courier.
Im Herbst 1922 kündigte er die Mitarbeit beim Börsen-Courier auf. Er schrieb: „Ich kann wahrhaftig nicht mehr die Rücksichten auf ein bürgerliches Publikum teilen und dessen Sonntagsplauderer bleiben, wenn ich nicht täglich meinen Sozialismus verleugnen will. Vielleicht wäre ich trotzdem schwach genug gewesen, für ein reicheres Gehalt meine Überzeugung zurückzudrängen, oder für eine häufigere Anerkennung meiner Arbeit.“ Im gleichen Jahr erkrankte Roths Mutter an Gebärmutterhalskrebs und wurde in Lemberg operiert, wo sie der Sohn kurz vor ihrem Tod zum letzten Mal sah.
Ab Jänner 1923 arbeitete er als Feuilletonkorrespondent für die renommierte Frankfurter Zeitung, in der in den folgenden Jahren ein großer Teil seiner journalistischen Arbeiten erschien. Wegen der Inflation in Deutschland und Österreich und der deshalb abwechselnd relativ schlechteren wirtschaftlichen Lage pendelte Roth in dieser Zeit mehrfach zwischen Wien und Berlin und schrieb außer für die FZ auch Artikel für die Wiener Sonn- und Montags-Zeitung, das Neue 8-Uhr-Blatt (Wien), Der Tag (Wien) und das Prager Tagblatt sowie für den deutschsprachigen Pester Lloyd in Budapest. Während dieser Zeit arbeitete er auch an seinem ersten Roman, Das Spinnennetz, der im Herbst 1923 als Fortsetzungsroman in der Wiener Arbeiter-Zeitung abgedruckt wurde, aber unvollendet blieb.
Sein Verhältnis zur Frankfurter Zeitung und dem damals für die Feuilletonredaktion zuständigen Benno Reifenberg blieb nicht frei von Reibungen. Roth fühlte sich nicht hinreichend geschätzt und versuchte dies durch Honorarforderungen zu kompensieren. Als er sich von der Zeitung trennen wollte, bot man ihm an, als Korrespondent in Paris weiterzuarbeiten. Roth nahm an, siedelte im Mai 1925 nach Paris über und äußerte sich in seinen ersten Briefen enthusiastisch über die Stadt. Als er ein Jahr später als Korrespondent von Friedrich Sieburg abgelöst wurde, war er schwer enttäuscht. Sie ahnen nicht, wieviel privat und die litterarische Carriere betreffend mir zerstört wird, wenn ich Paris verlasse, schrieb er am 9. April 1926 an Reifenberg.
Zum Ausgleich verlangte er, von der FZ mit großen Reisereportage-Serien beauftragt zu werden. Von August bis Dezember 1926 bereiste er daher die Sowjetunion, von Mai bis Juni 1927 Albanien und Jugoslawien, im Herbst 1927 das Saargebiet, von Mai bis Juli 1928 Polen und im Oktober/November 1928 Italien. Im Juni 1929 kündigte er seine Mitarbeit an der FZ auf. Dennoch schrieb Roth auf freier Basis weiterhin für die FZ, unter anderem umfangreiche Gerichtsreportagen über den Caro-Petschek-Prozess, einen der aufwändigsten Strafprozesse in der Endphase der Weimarer Republik.
Roth zeichnete parallel zu seiner FZ-Mitarbeit als „Der rote Joseph“ Beiträge für die sozialistische Zeitung Vorwärts. Er pflegte in seinen Berichten und Feuilletons einen beobachtenden Stil und zog aus den wahrgenommenen Lebensfragmenten und unmittelbaren Äußerungen menschlichen Unglücks Folgerungen soziale Missstände und die politischen Verhältnisse betreffend. Freunde und Kollegen kritisierten ihn heftig, als er 1929 gegen gute Bezahlung für die nationalistischen Münchner Neuesten Nachrichten schrieb. In der Zeit vom 18. August 1929 bis zum 1. Mai 1930 verfasste er ca. 30 Beiträge für die Münchner Neuesten Nachrichten. Sein Vertrag dort sah 2000 Mark monatlich für mindestens zwei zu liefernde Beiträge vor.

### Ehe

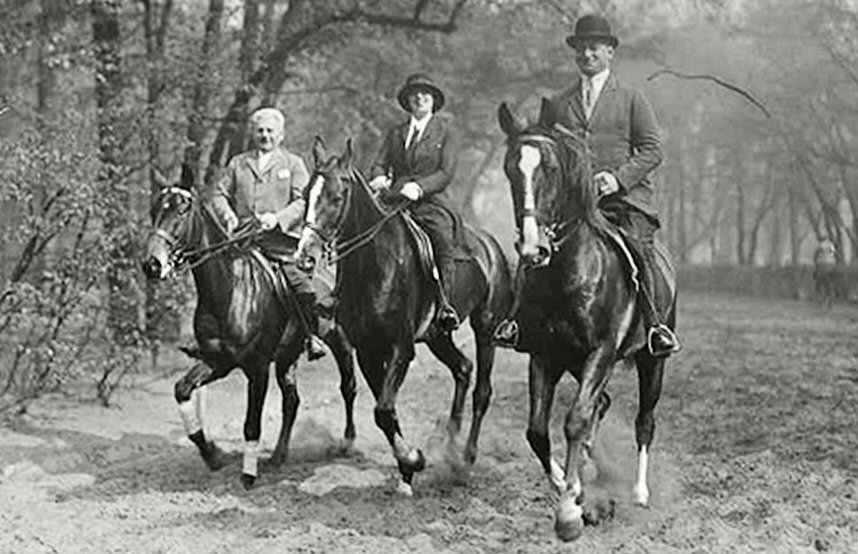
Joseph (rechts) und Friedrike Roth (Mitte) bei einem Ausritt (1925)

Am 5. März 1922 heiratete Roth in Wien die am 12. Mai 1900 geborene Friederike (Friedl) Reichler, die er im Herbst 1919 im Literatencafé „Herrenhof“ kennengelernt hatte. Die junge Frau war Angestellte in einer Gemüse- und Obsthandelszentrale und wie er jüdisch-galizischer Herkunft. Der attraktiven und intelligenten Frau entsprach das ruhelose Leben an der Seite eines reisenden Starjournalisten nicht. Roth dagegen zeigte Symptome einer fast pathologischen Eifersucht. 1926 traten erste Symptome einer geistigen Erkrankung Friedls zutage, 1928 wurde ihre Krankheit manifest. Sie wurde zunächst in der Berliner Nervenheilanstalt Westend behandelt, dann wohnte sie, von einer Krankenschwester betreut, eine Zeit lang bei einem Freund ihres Mannes.
Die Krankheit seiner Frau stürzte Roth in eine tiefe Krise. Er war nicht bereit, die Unheilbarkeit der Krankheit zu akzeptieren, hoffte auf ein Wunder, gab sich die Schuld an der Erkrankung: Wahnsinn galt und gilt unter frommen Juden als Strafe Gottes. Eine mögliche Besessenheit durch einen Dibbuk veranlasste ihn zu der (erfolglosen) Konsultation eines chassidischen Wunderrabbis. Während dieser Zeit begann er heftig zu trinken. Auch seine finanzielle Situation verschlechterte sich.
Als auch die Unterbringung bei Friedls Eltern keine Besserung brachte und die Kranke zunehmend in Apathie verfiel und die Nahrung verweigerte, brachte man sie am 23. September 1930 in das private Sanatorium in Rekawinkel bei Wien. Sie hatte ein Körpergewicht von nur noch 32 Kilogramm. Im Dezember 1933 kam sie – auf Vermittlung von Soma Morgenstern und dem Rechtsanwalt Hugo Wolf – in die Landes-Heil- und Pflegeanstalt „Am Steinhof“ am Rand Wiens, schließlich im Juni 1935 in die Heil- und Pflegeanstalt Mauer-Öhling in Niederösterreich. Friedls Eltern wanderten 1935 nach Palästina aus. Roth beantragte die Scheidung von seiner entmündigten Frau. Am 3. Juli 1940 wurde Friedl Roth in die Tarnanstalt Niedernhart (heute Landes-Nervenklinik Wagner-Jauregg) bei Linz verlegt, eine sogenannte Zwischenanstalt im Rahmen der Aktion T4, von wo sie weiter in die Tötungsanstalt Hartheim verbracht wurde. Friederike Reichler wurde dort in der Gaskammer getötet. Als ihr Todesdatum gilt der 15. Juli 1940.

### Beziehungen
Die Krankheit seiner Frau blieb für Roth – auch während folgender Beziehungen – eine Quelle von Selbstvorwürfen und Bedrückung. 1929 lernte er Sybil Rares kennen, eine jüdische Schauspielerin aus der Bukowina, die am Frankfurter Schauspielhaus engagiert war, und nahm mit ihr ein kurzes Verhältnis auf.

#### Andrea Manga Bell
Im August 1929 begegnete er Andrea Manga Bell (1902–1985), Tochter der Hamburger Hugenottin Emma Mina Filter und des kubanischen Pianisten Jose Manuel Jimenez Berroa. Sie war verheiratet mit Alexandre Manga Bell, Prince de Douala et Bonanyo aus der ehemaligen deutschen Kolonie Kamerun, Sohn des 1914 von den Deutschen exekutierten Douala-Königs Rudolf Manga Bell, der sie jedoch verlassen hatte und nach Kamerun zurückgekehrt war. Als Roth sie kennenlernte, war sie Redakteurin bei der Ullstein-Zeitschrift Gebrauchsgraphik und ernährte so ihre zwei Kinder. Roth war von der selbstbewussten und selbstständigen Frau sofort fasziniert. Bald bezog man zusammen mit den Kindern eine gemeinsame Wohnung. Möglicherweise war Andrea Manga Bell das Vorbild für die Figur der Juliette Martens in Klaus Manns Schlüsselroman Mephisto.
Als Roth emigrieren musste, folgte ihm Andrea Manga Bell mit ihren Kindern. Im Laufe der Zeit kam es zwischen den beiden zu Spannungen, für die Roth die durch die Versorgung der Familie Manga Bells entstehenden finanziellen Probleme verantwortlich machte („Ich muß einen Negerstamm von neun Personen ernähren!“). Andrea Manga Bell schreibt dagegen später über diese Zeit in einem Brief an Karl Retzlaw, sie habe von ihrem Bruder in Hamburg Geld aus ihrem Erbe erhalten. „Das Geld, das er mir mit Lebensgefahr über Holland hat zukommen lassen, hat Roth restlos versoffen. Daher enterbt. Ich habe von früh am Morgen für Roth gearbeitet, auf Spiritus gekocht, auch für seine Freunde, alle Korrespondenz und Manuskripte getippt bis nachts um 2 Uhr.“ Wahrscheinlichere Ursache für die Streitigkeiten und das endgültige Zerwürfnis Ende 1938 war Roths extreme Eifersucht.

#### Irmgard Keun
Anfang Juli 1936 war Roth auf Einladung Stefan Zweigs nach Ostende gereist, wo er der dort seit kurzem in der Emigration lebenden Schriftstellerin Irmgard Keun begegnete. Beide interessierten sich sofort füreinander. Irmgard Keun:

„Da hatte ich das Gefühl, einen Menschen zu sehen, der einfach vor Traurigkeit in den nächsten Stunden stirbt. Seine runden blauen Augen starrten beinahe blicklos vor Verzweiflung, und seine Stimme klang wie verschüttet unter Lasten von Gram. Später verwischte sich der Eindruck, denn Roth war damals nicht nur traurig, sondern auch der beste und lebendigste Hasser.“

Von 1936 bis 1938 lebten die beiden in Paris zusammen. Egon Erwin Kisch bescheinigte dem Paar einen Hang zum Alkoholexzess: „Die beiden saufen wie die Löcher“. Keun begleitete Roth auf seinen Reisen, unter anderem bei seinem Besuch in Lemberg zu Weihnachten 1936, wo er sie seiner alten Freundin Helene von Szajnoda-Schenk vorstellte. Auch diese Beziehung zerbrach schließlich. Nach Aussage Irmgard Keuns war wiederum Roths Eifersucht die Ursache:

„Nicht einmal austreten konnte ich, ohne daß er unruhig wurde. Schlief ich ein, so hatte er seine Finger in meinem Haar eingewühlt, auch noch, wenn ich aufwachte. […] Durch seine wahnsinnige Eifersucht fühlte ich mich immer mehr in die Enge getrieben, bis ich es nicht mehr aushielt, bis ich unbedingt ausbrechen musste. In Paris verließ ich ihn mit einem tiefen Seufzer der Erleichterung und ging mit einem französischen Marineoffizier nach Nizza.“

### Emigration

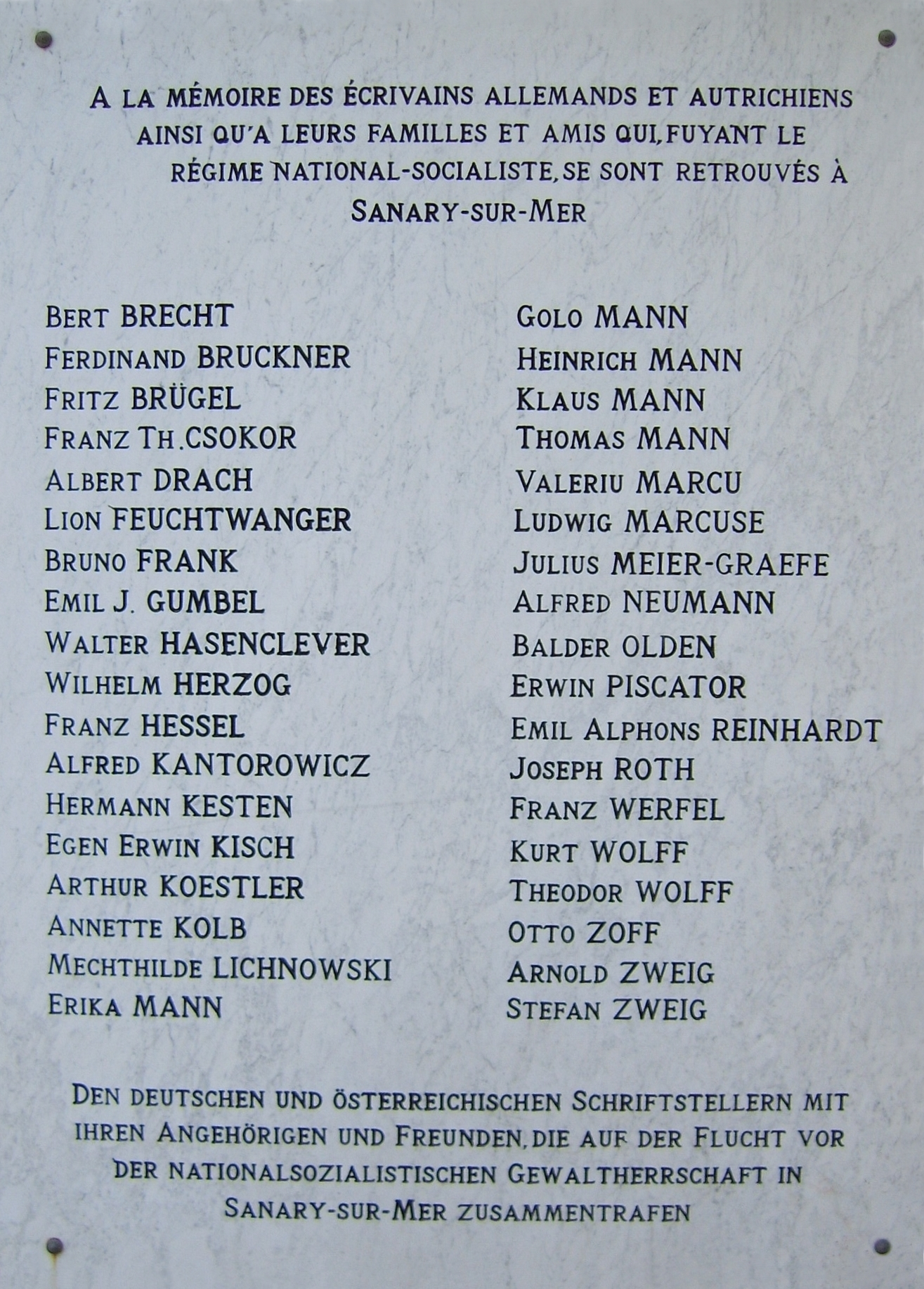
Gedenktafel für die deutschen und österreichischen Flüchtlinge in Sanary-sur-Mer, unter ihnen Joseph Roth

Am 30. Jänner 1933, dem Tag von Hitlers Ernennung zum Reichskanzler, verließ Roth Deutschland. In einem Brief an Stefan Zweig urteilte er:

„Inzwischen wird es Ihnen klar sein, daß wir großen Katastrophen zutreiben. Abgesehen von den privaten – unsere literarische und materielle Existenz ist ja vernichtet – führt das Ganze zum neuen Krieg. Ich gebe keinen Heller mehr für unser Leben. Es ist gelungen, die Barbarei regieren zu lassen. Machen Sie sich keine Illusionen. Die Hölle regiert.“

Roths Bücher wurden Opfer der Bücherverbrennungen durch die Nationalsozialisten. Roth wählte als Ort seines Exils zunächst Paris, unternahm aber diverse, teils mehrmonatige Reisen, unter anderem in die Niederlande, nach Österreich und nach Polen. Von Juni 1934 bis Juni 1935 hielt sich Roth, wie viele andere Emigranten, an der französischen Riviera auf. Zusammen mit Hermann Kesten und Heinrich Mann mieteten Roth und Manga Bell ein Haus in Nizza.
Die Reise nach Polen erfolgte im Februar/März 1937; er hielt auf Einladung des polnischen PEN-Klubs eine Reihe von Vorträgen. Er unternahm bei dieser Gelegenheit einen Abstecher ins damals polnische Lemberg, um seine Verwandten zu besuchen, die später alle Opfer der Shoa wurden.
Anders als vielen emigrierten Schriftstellern gelang es Roth, nicht nur produktiv zu bleiben, sondern auch Publikationsmöglichkeiten zu finden. Seine Werke erschienen in den niederländischen Exilverlagen Querido und de Lange sowie im christlichen Verlag De Gemeenschap. Unter anderem deshalb hielt er sich während seines Exils mehrfach in den Niederlanden und Belgien auf (Mai 1935 in Amsterdam und 1936 längere Aufenthalte in Amsterdam und Ostende). Darüber hinaus verfasste er Beiträge für die von Leopold Schwarzschild herausgegebene Exilzeitschrift Das neue Tage-Buch.

### Letzte Lebensjahre

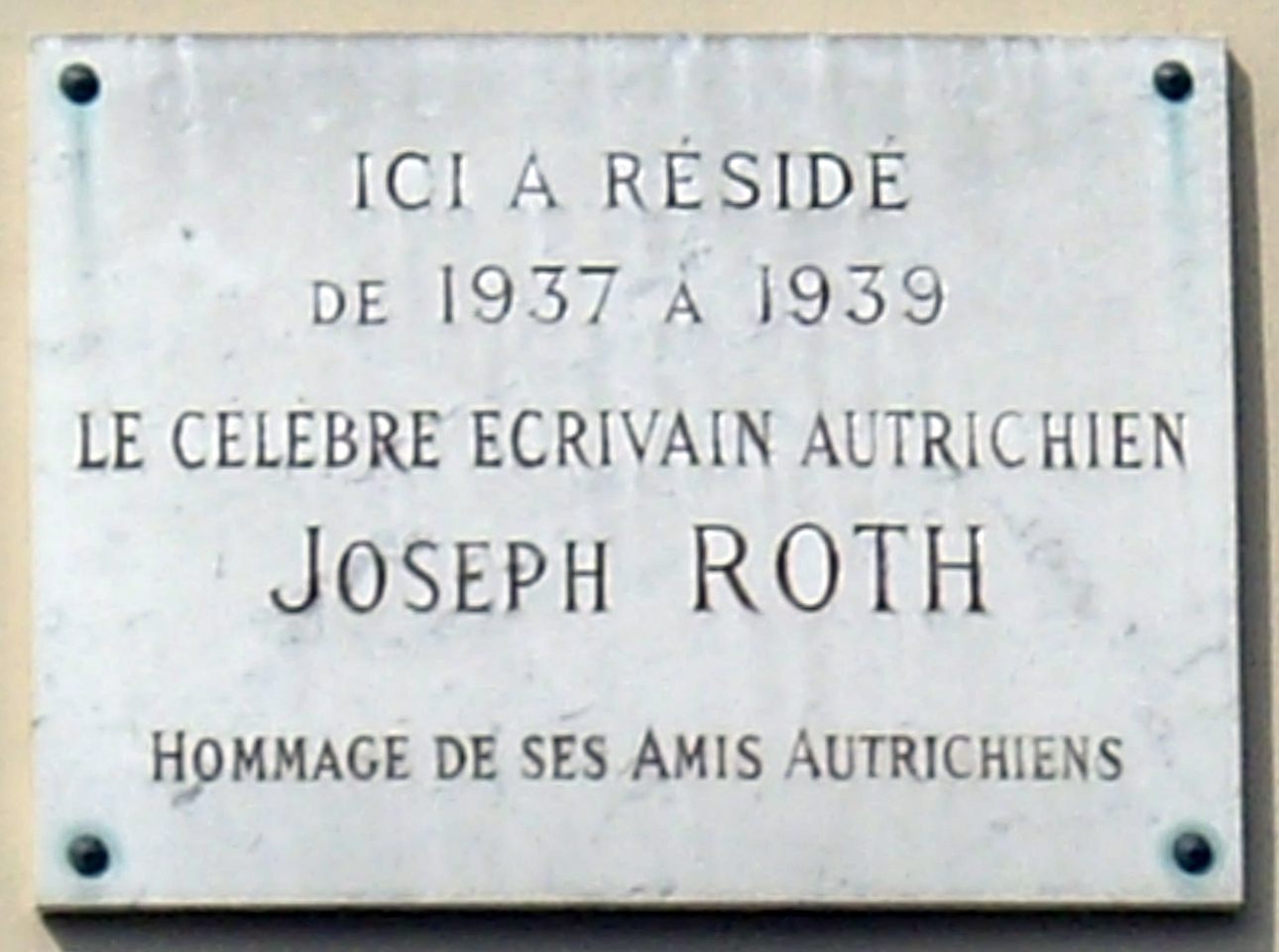
Gedenktafel an der Rue de Tournon Nr. 18, 1939 Hôtel de la Poste.

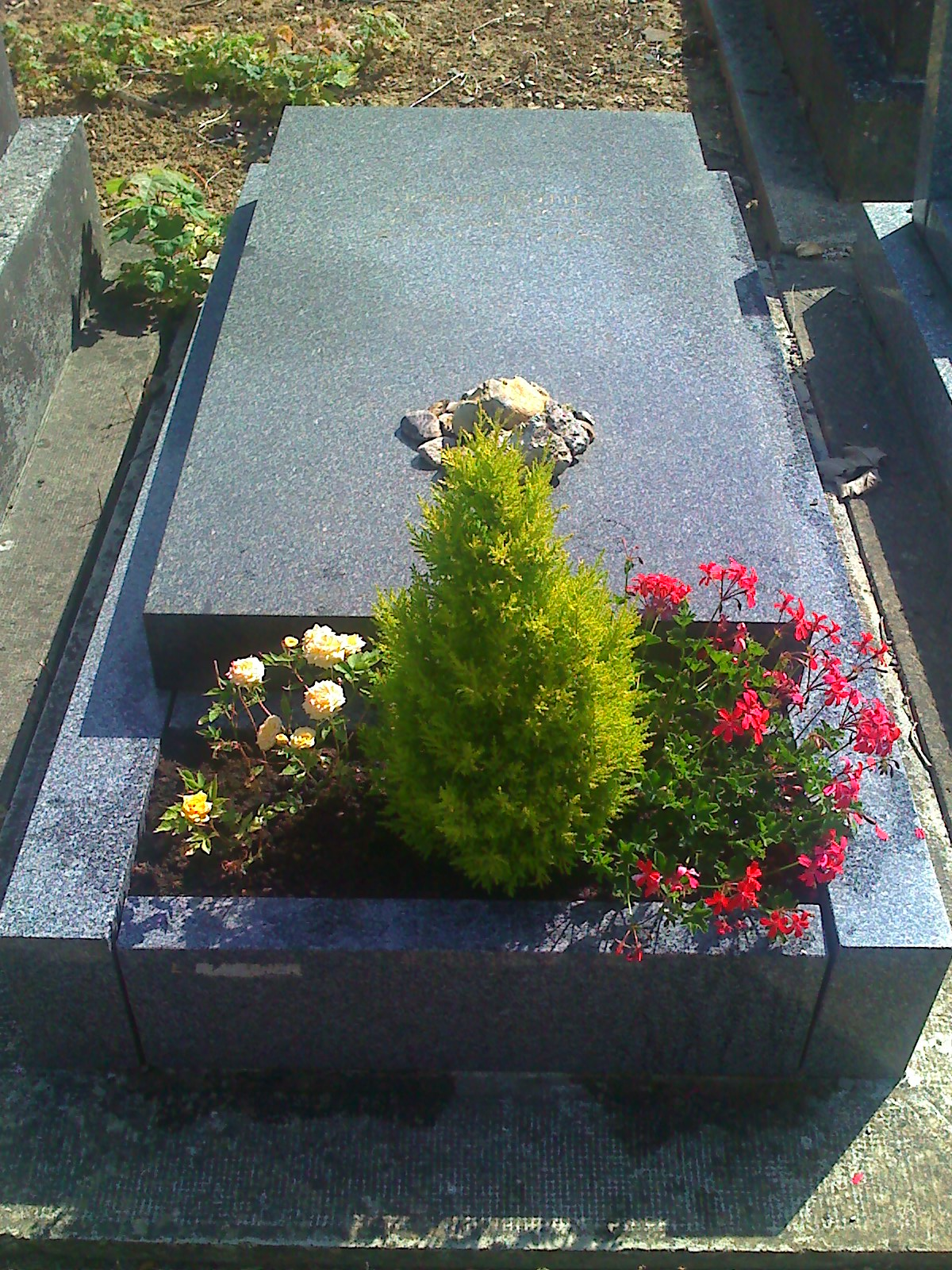
Das Grab von Joseph Roth auf dem Friedhof von Thiais bei Paris (2008). Mittlerweile hat die von einem Unbekannten gepflanzte Thuja die vordere Grabeinfassung gesprengt.

In den letzten Jahren verschlechterte sich Roths finanzielle und gesundheitliche Situation rapide. Im November 1937 wurde sein Aufenthaltsort für zehn Jahre, das Hôtel Foyot in der Pariser Rue de Tournon, wegen Baufälligkeit abgerissen. Er zog vis-a-vis in ein kleines Zimmer des Hôtels de la Poste über seinem Stammcafe, dem Café de la Poste der damals jungen Besitzerin Germaine Alazard (heute Café Tournon). Am 23. Mai 1939 wurde Roth in das Armenspital Hôpital Necker eingeliefert, nachdem er (angeblich nach Erhalt der Nachricht vom Selbstmord Ernst Tollers) im Café de la Poste zusammengebrochen war. Am 27. Mai starb er an einer doppelseitigen Lungenentzündung. Der letale Verlauf der Krankheit wurde durch den abrupten Alkoholentzug (Delirium tremens) begünstigt. Germaine Alazard kümmerte sich um die Manuskriptseiten der Novelle Die Legende vom heiligen Trinker, welche deswegen noch 1939 im Allert de Lange Verlag in Amsterdam erscheinen konnte, einem Verlag für deutsche Exilliteratur. Diese La Légende du saint buveur hatte Joseph Roth in düsterer Vorahnung als mein Testament bezeichnet.
Am 30. Mai 1939 wurde Roth auf dem zu Paris gehörenden Cimetière parisien de Thiais in Thiais, südlich der Hauptstadt, beerdigt. Die Beisetzung erfolgte nach „gedämpft-katholischem“ Ritus, da kein Beleg für die Taufe Roths erbracht werden konnte. Bei der Beerdigung kam es beinahe zu Zusammenstößen zwischen den sehr heterogenen Beteiligten der Trauergesellschaft: österreichische Legitimisten, Kommunisten und Juden reklamierten den Toten jeweils als einen der ihren. Das Grab liegt in der katholischen Sektion des Friedhofs („Division 7“). Die Inschrift auf dem Grabstein lautet: écrivain autrichien – mort à Paris en exil („österreichischer Schriftsteller – gestorben in Paris im Exil“).

## Schriftstellerisches Schaffen und biographische Bezüge

### Einordnung
Das schriftstellerische Werk Roths kann nicht ohne Weiteres einer bestimmten Richtung oder Gruppierung der zeitgenössischen Literatur zugeordnet werden, am ehesten noch der Neuen Sachlichkeit, vor allem hinsichtlich seiner frühen Romane. So trägt Die Flucht ohne Ende den Untertitel Ein Bericht, und im Vorwort versichert der Autor: „Ich habe nichts erfunden, nichts komponiert. Es handelt sich nicht mehr darum, zu ‚dichten‘. Das wichtigste ist das Beobachtete.“
Roth war seinen Zeitgenossen in erster Linie als Journalist bekannt und journalistische Arbeiten machen gut die Hälfte seines Werkes aus. Am Sprachexperiment des die Literatur der Weimarer Zeit prägenden Expressionismus, dessen Gegenbewegung die Neue Sachlichkeit war, nahm Roth nicht teil. Er vertrat die Position des journalistischen „Handwerkers“ und blieb in seinen sprachlichen Mitteln konservativ.
Allerdings erteilte Roth in seiner Schrift Schluß mit der „Neuen Sachlichkeit“ dieser Richtung 1930 eine Absage. Er kritisierte von einem journalistischen Standpunkt aus die Ungeformtheit einer Literatur, die sich auf „nackte Tatsachen“ beschränken wolle, indem er der Zeugenaussage den (geformten) Bericht gegenüberstellte: „Das Faktum und das Detail sind der Inhalt der Zeugenaussage. Sie sind das Rohmaterial des Berichts. Das Ereignis ‚wiederzugeben‘, vermag erst der geformte, also künstlerische Ausdruck, in dem das Rohmaterial enthalten ist wie Erz im Stahl, wie Quecksilber im Spiegel.“ Er wirft der Neuen Sachlichkeit in diesem Text vor, sich die Haltung des naiven Lesers zu eigen zu machen: „Der primitive Leser will entweder ganz in der Wirklichkeit bleiben oder ganz aus ihr fliehen.“ Roth bevorzugt dagegen das angeblich Authentische des ungeformten Augenzeugenberichts. Als Journalist kannte er die Arbeit, die aus Einzelaussagen einen Bericht formt – und konstatiert als Dichter: „… erst das ‚Kunstwerk‘ ist ‚echt wie das Leben‘.“ Programmatisch für sein Werk ist der Satz: „Der Erzähler ist ein Beobachter und ein Sachverständiger. Sein Werk ist niemals von der Realität gelöst, sondern in Wahrheit (durch das Mittel der Sprache) umgewandelte Realität.“

### Wahrheit und Mystifikation
Wahrheit und Gerechtigkeit sind – als göttliche Attribute – zentrale Begriffe der jüdischen Kultur. Roth fühlte sich diesen Werten verbunden. Allerdings arbeitete Roth auch als „Mythomane“ und „Mystifikator“. Beispielsweise erzählte er von den in Kriegsgefangenschaft erlittenen Härten – bis Egon Erwin Kisch ihm hinterherrecherchierte und nachwies, dass Roth nie in Kriegsgefangenschaft war. Doch Franz Tunda in Flucht ohne Ende war in Kriegsgefangenschaft und Roth verschmolz hier mit seiner Romanfigur. Roth konstatierte: „Es kommt nicht auf die Wirklichkeit an, sondern auf die innere Wahrheit.“
Weitere veränderte Erzählungen:
- Er war nicht im ungarischen Schwaben, sondern im galizischen Brody geboren.
- verschiedene von ihm über seinen Vater erzählte Legenden
- Er war kein österreichischer Offizier, sondern Einjährig-Freiwilliger. Nach Kriegsende verwandelte er sich zunächst in einen Fähnrich, dann in einen Leutnant. Er passte sich in Sprache und Kleidung dem Bild des k. u. k. Offiziers im Laufe der Zeit vollkommen an. Seiner Umgebung (auch ehemaligen österreichischen Offizieren) schien sein Auftreten absolut überzeugend.[39]
- Er war kein Katholik. Tatsächlich konnte bei seinem Begräbnis kein Beleg für eine erfolgte Konversion beigebracht werden. Roth hat sich abwechselnd mal als Jude, mal als Katholik bekannt.

Roths dichterische Umgestaltung seiner Biographie verursachte bei seinen damaligen Freunden und Bekannten wie auch bei seinen Biographen Irritationen. Es ist allerdings kein Fall belegt, in dem Roth aus seinen Mystifikationen persönlichen Vorteil gezogen hätte. Vielmehr war er bekannt als über die eigenen Mittel hinaus großzügiger und selbstloser Helfer von in Not Geratenen.

### „Roter Joseph“ und österreichischer Legitimist
Allgemein wird bei Roth um die Jahre 1925/26 eine Wandlung von früheren sozialistischen Positionen zu monarchistischen gesehen. Ein Teil seiner Artikel aus den früheren Jahren sind sozialkritisch geschrieben. Roth beschrieb das Konkrete und bemühte sich um eine sehr genaue Beobachtung. Dabei begab er sich nicht in den Bereich politischer Theorien. Einige Artikel Roths im sozialdemokratischen Vorwärts erschienen unter dem Pseudonym „Der rote Joseph“. Uwe Schweikert (1982) ordnet Roth im Nachhinein als Sozialromantiker ein und beschrieb seine spätere Abkehr von linker Position als typisch für einen nicht genügend durch sozialistische Theorie gefestigten bürgerlichen Intellektuellen. Roth gehörte der Gruppe 1925, einer Vereinigung linker Schriftsteller, an. Er unterzeichnete deren Resolutionen und verfolgte ihre Aktivitäten, nahm aber an den Treffen nicht teil.
Einen Anstoß zu Roths Wandlung gab die Reportage-Reise, die er im Herbst 1926 in die Sowjetunion unternahm. Er beobachtete dort eine Gesellschaft, deren kalte Modernität und programmatische Sachlichkeit jeglichem Lebensgeheimnis den Garaus gemacht hatten und zu einer „geistige[n] Leere“ geführt hatten, was in ihm eine Reaktion hervorrief, für die er den Ausdruck „bourgeoiser Atavismus“ fand. Wilhelm von Sternburg schreibt dazu: „Roth wird in Russland nicht vom sozialistischen Saulus zum reaktionären Paulus. Aber die Reise zählt zu den wichtigen Wendepunkten in seinem Leben. Die Erlebnisse und Erkenntnisse, die ihm die Monate in der Sowjetunion bescheren, führen zum endgültigen Abschied von seiner »sozialistischen« Phase. […] Der Atheismus, dem Roth in der Sowjetunion begegnet, lässt ihn die eigenen religiösen Überzeugungen überdenken. Der Katholizismus rückt stärker in den Fokus seines Denkens.“
Während sich Roth in frühen journalistischen Arbeiten sehr monarchiekritisch zeigte, wandelte sich diese Position später zu einer Idealisierung der Habsburger Monarchie. Er sah zwar die Fehler und Versäumnisse des nicht mehr existierenden österreichischen Kaiserreichs, malte aber gleichzeitig in romantischer Verklärung die Utopie eines Österreich, wie es hätte sein können oder sein sollen. Den Versuch der Transferierung Österreichs ins Mythisch-Utopische unternahm er wie weitere Vertreter dieser spezifischen k. u. k.-Nostalgie, etwa Fritz von Herzmanovsky-Orlando (Tarockei) und Robert Musil („Kakanien“). Roth war damit mit seiner positiven Bewertung der Habsburger Monarchie in einer Linie mit vielen Schriftstellern und Künstlern seiner Zeit wie Stefan Zweig, Hugo von Hofmannsthal, aber auch James Joyce, der in der weltoffenen Hafenstadt Triest mit dem Vielvölkerstaat Österreich-Ungarn in Kontakt gekommen war und das untergegangene Staatswesen rückblickend mit „They called the Austrian Empire a ramshackle empire, I wish to God there were more such empires“ klassifizierte.
Als sich die Diktatur des Nationalsozialismus abzeichnete und Wirklichkeit wurde, sah Roth in Monarchie und katholischer Kirche die einzigen Kräfte, denen er zutraute, der „braunen Pest“ hinreichenden Widerstand entgegensetzen zu können – wenn sie sich dazu entschließen könnten. Dabei ging es besonders um die Erhaltung des habsburgischen Grundsatzes „Leben und Leben lassen!“ im Gegensatz zur Strenge Preußens. Er verstärkte dabei seine Selbststilisierung als katholischer österreichischer Offizier und unterstützte die Sache der Monarchisten durch Artikel und politische Arbeit. In seinen letzten Jahren suchte er den Kontakt zu legitimistischen Kreisen um den Thronprätendenten Otto von Habsburg und reiste in dessen Auftrag am 24. Februar 1938 (wenige Tage vor dem Anschluss Österreichs) nach Wien mit dem Ziel, den österreichischen Bundeskanzler Kurt Schuschnigg zu einer Abdankung zugunsten Otto von Habsburgs zu überreden. Roth gelang es nicht, mit Schuschnigg zu sprechen, und der Wiener Polizeipräsident Michael Skubl riet ihm, unverzüglich wieder nach Paris zurückzukehren.

### Heimat, Heimatverlust und Judentum

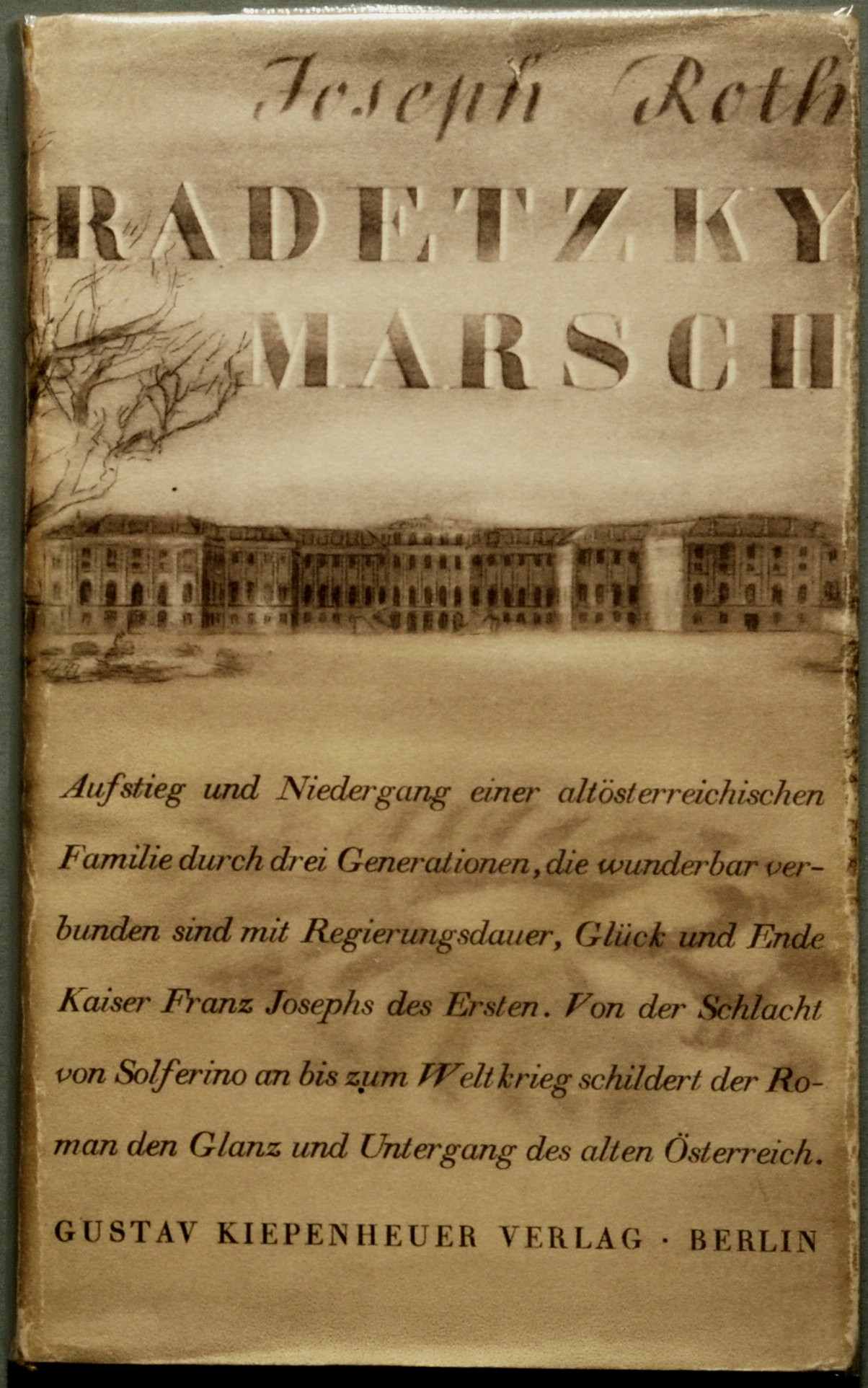
Erstausgabe Radetzkymarsch

Im Zentrum wichtiger Werke Roths der 1930er Jahre steht der Untergang Österreichs als Metapher für den Verlust von Heimat schlechthin, so in Radetzkymarsch (1932) und (an diesen erzählerisch anschließend) Die Kapuzinergruft (1938) sowie in der Erzählung Die Büste des Kaisers (1934). In seinem Vorwort zum Radetzkymarsch-Vorabdruck in der Frankfurter Zeitung schreibt er:

„Ein grausamer Wille der Geschichte hat mein altes Vaterland, die österreichisch-ungarische Monarchie, zertrümmert. Ich habe es geliebt, dieses Vaterland, das mir erlaubte, ein Patriot und ein Weltbürger zugleich zu sein, ein Österreicher und ein Deutscher unter allen österreichischen Völkern. Ich habe die Tugenden und die Vorzüge dieses Vaterlands geliebt, und ich liebe heute, da es verstorben und verloren ist, auch noch seine Fehler und Schwächen. Deren hatte es viele. Es hat sie durch seinen Tod gebüßt. Es ist fast unmittelbar aus der Operettenvorstellung in das schaurige Theater des Weltkriegs gegangen.“

Dieses Gefühl von Verlorensein und Entwurzelung wiederholt das Erlebnis des frühen Verlustes des Vaters. Roth gestaltet es darüber hinaus als das Lebensgefühl der galizischen Juden und der Juden überhaupt, etwa im Essay Juden auf Wanderschaft. Als explizit jüdische bzw. sich primär mit jüdischer Thematik befassende Werke gelten die Erzählung Der Leviathan und der Roman Hiob.
Roth transformierte in seinen letzten Lebensjahren die Sehnsucht nach einer Heimkehr in die (auch religiöse) Geborgenheit der jüdischen Kultur des „Schtetl“ ins Katholische, etwa in der Legende vom Heiligen Trinker, wo der von Wundern und Gottesgnade geradezu verfolgte obdachlose Trinker Andreas Kartak im Tod Erlösung und Heimkehr findet.

## Würdigung
In seinem Vortrag auf einem internationalen Symposium in Stuttgart würdigte Marcel Reich-Ranicki 1989 das Romanwerk Joseph Roths. Insbesondere hob der Redner Roths Abneigung gegen das Monumentale sowie den kindlich-naiv anmutenden Duktus der ruhigen, abgeklärten, formvollendeten Sprache des Romanciers hervor.
In seiner Heimatstadt Brody erinnern eine kleine in Ukrainisch und Deutsch beschriftete Gedenktafel und eine Büste an den Sohn der Stadt. Im Jahr 2001 wurde in Wien-Leopoldstadt (2. Bezirk) die Joseph-Roth-Gasse nach ihm benannt.
Unweit ehemaliger Berliner Wirkungsstätten Joseph Roths befindet sich in der Potsdamer Straße die Joseph-Roth-Diele, eine mit Briefen, Bildern und Büchern des Schriftstellers dekorierte Gaststube.

## Werke

### Erstausgaben (chronologisch)
- Der Vorzugsschüler. Erzählung
  - Gekürzte Fassung in: Österreichs Illustrierte Zeitung 10. September 1916, Wien
  - Erstausgabe in: Joseph Roth. Die Erzählungen. Mit einem Nachwort von Hermann Kesten. Kiepenheuer & Witsch, Köln 1973.
  - Undatiertes Manuskript im Leo Baeck Institute, New York
- Barbara. Erzählung. In: Österreichs Illustrierte Zeitung 14. April 1918, Wien
- Das Spinnennetz. Roman (Fragment)
  - Erstdruck in: Arbeiterzeitung. Wien 7. Oktober – 6. November 1923.
  - Erstausgabe postum mit einem Nachwort von P. W. Jansen. Kiepenheuer & Witsch, Köln 1967
- Hotel Savoy. Ein Roman. Die Schmiede, Berlin 1924
- Die Rebellion. Roman. Die Schmiede, Berlin 1924
  - Die Rebellion. Nach dem Manuskript ediert. Wallstein, Göttingen 2019, ISBN 978-3-8353-3485-4.
- April, Die Geschichte einer Liebe. J. H. W. Dietz Nachf., Berlin 1925
- Der blinde Spiegel, Ein kleiner Roman. J. H. W. Dietz Nachf., Berlin 1925
- Juden auf Wanderschaft. Essay, Die Schmiede, Berlin 1927: Neuauflage: Kiepenheuer & Witsch, Köln 1976, ISBN 3-462-01699-7.
- Die Flucht ohne Ende – Ein Bericht. Roman. Kurt Wolff, München 1927
- Zipper und sein Vater. Roman. Kurt Wolff, München 1928
- Rechts und links. Roman. Gustav Kiepenheuer, Berlin 1929
- Der stumme Prophet
  - Fragment: Ein Kapitel Revolution. In: 24 neue deutsche Erzähler. Hrsg. von Hermann Kesten. Gustav Kiepenheuer, Berlin 1929
  - Fragment: Der stumme Prophet. In: Die neue Rundschau, Berlin 1929
  - Erstausgabe postum mit einem Nachwort von Walter Lenning. Kiepenheuer & Witsch, Köln 1966
- Briefe aus Deutschland. In: Fazit. Ein Querschnitt durch die deutsche Publizistik. Hrsg. Ernst Glaeser. Gebrüder Enoch, Hamburg 1929
- Hiob. Roman eines einfachen Mannes, Gustav Kiepenheuer, Berlin 1930
- Panoptikum. Gestalten und Kulissen. Knorr & Hirth, München 1930
- Radetzkymarsch, Gustav Kiepenheuer, Berlin 1932
- Stationschef Fallmerayer. In: Novellen deutscher Dichter der Gegenwart. Hrsg. von Hermann Kesten. Allert de Lange, Amsterdam 1933
- Tarabas, ein Gast auf dieser Erde. Querido, Amsterdam 1934
- Triumph der Schönheit. Novelle. Erschienen in französischer Übersetzung von Blanche Gidon (Le triomphe de la beauté) in: Nouvelles littéraires, September 1934, Paris
- Die Büste des Kaisers. Novelle. Erschienen in französischer Übersetzung von Blanche Gidon (Le buste de l’empereur) in: Nouvelles littéraires, Dezember 1934, Paris
- Der Antichrist. Essay, Allert de Lange, Amsterdam 1934
- Der Leviathan. Novelle. Querido, Amsterdam 1940
  - Teildruck: Der Korallenhändler. In: Das neue Tage-Buch, 22. Dezember 1934, Paris
- Die hundert Tage. Roman. Allert de Lange, Amsterdam 1935
- Beichte eines Mörders, erzählt in einer Nacht. Roman. Allert de Lange, Amsterdam 1936
- Das falsche Gewicht. Die Geschichte eines Eichmeisters. Querido, Amsterdam 1937
- Die Kapuzinergruft. Roman. De Gemeenschap, Bilthoven 1938
- Die Geschichte von der 1002. Nacht. Roman. De Gemeenschap, Bilthoven 1939
- Die Legende vom heiligen Trinker. Novelle. Allert de Lange, Amsterdam 1939
  - Teildruck: Das Ende der Legende vom heiligen Trinker. In: Das neue Tage-Buch 10. Juni 1939, Paris

### Ausgaben
Werke
- Werke in drei Bänden. Hrsg. von Hermann Kesten, Köln 1956
- Werke, Hrsg. und eingeleitet von Hermann Kesten, 4 Bde. Köln 1975–1976
- Werke, 6 Bde. Kiepenheuer & Witsch, Köln 1989–91 (Inhaltsverzeichnis auf Wikisource)
  - Band 1–3: Das journalistische Werk. Hrsg.: Klaus Westermann
  - Band 4–6: Romane und Erzählungen. Hrsg.: Fritz Hackert

Briefe
- Briefe 1911–1939, Hrsg. Hermann Kesten. Kiepenheuer & Witsch, Köln 1970
- Aber das Leben marschiert weiter und nimmt uns mit. Der Briefwechsel zwischen Joseph Roth und dem Verlag De Gemeenschap 1936–1939. Hrsg. und eingeleitet von Theo Bijvoet und Madeleine Rietra. Kiepenheuer & Witsch, Köln 1991, ISBN 3-462-02101-X
- Madeleine Rietra: „Muß man dann immer postwendend Geld senden, um überhaupt mit Ihnen verkehren zu können?“ Joseph Roth und Barthold Fles in Briefen. In: Interbellum und Exil. Hrsg.: Sjaak Onderdelinden. Amsterdam: Rodopi, 1991. (Amsterdamer Publikationen zur Sprache und Literatur. Bd. 90.) S. 199–224
- „Jede Freundschaft mit mir ist verderblich“. Joseph Roth und Stefan Zweig. Briefwechsel 1927–1938. Hrsg. von Madeleine Rietra und Rainer-Joachim Siegel. Wallstein Verlag, Göttingen 2011, ISBN 978-3-8353-0842-8[51]

Teilausgaben
- Perlefter. Fragmente und Feuilletons aus dem Berliner Nachlaß. Herausgegeben von Friedemann Berger. Kiepenheuer, Leipzig 1978.
- Unter dem Bülowbogen. Prosa zur Zeit. Hrsg.: Rainer-Joachim Siegel. Kiepenheuer & Witsch, Köln 1994
- „Ich zeichne das Gesicht der Zeit“. Essays – Reportagen – Feuilletons. Hrsg. und kommentiert von Helmuth Nürnberger. Wallstein Verlag, Göttingen 2010, ISBN 978-3-8353-0585-4
- Heimweh nach Prag. Feuilletons – Glossen – Reportagen für das Prager Tagblatt. Hrsg.: Helmuth Nürnberger. Wallstein Verlag, Göttingen 2012, ISBN 978-3-8353-1168-8
- Drei Sensationen und zwei Katastrophen. Feuilletons zur Welt des Kinos. Hrsg. und kommentiert von Helmut Peschina und Rainer-Joachim Siegel. Wallstein Verlag, Göttingen 2014, ISBN 978-3-8353-1382-8
- Nacht und Hoffnungslichter. Feuilletons aus Berlin und Wien. Hrsg.: Alexander Kluy. Edition Atelier, Wien 2014, ISBN 978-3-902498-98-4
- Joseph Roth. Reisen in die Ukraine und nach Russland. Hrsg.: Jan Bürger. C. H. Beck, München 2015.[52] ISBN 978-3-406-67545-4
- Rot und Weiß : Wanderer zwischen Städten, mit einem Nachwort von Volker Breidecker, Berlin : AB – Die Andere Bibliothek, 2022, ISBN 978-3-8477-0446-1

### Nachlass
Roths Teilnachlass liegt im Deutschen Literaturarchiv Marbach. Einzelne Stücke davon sind im Literaturmuseum der Moderne in Marbach in der Dauerausstellung zu sehen, insbesondere das Manuskript zu Hiob sowie sein Radetzkymarsch im 70 Folgen umfassenden Zeitungsvorabdruck aus der Frankfurter Zeitung.

## Adaptionen

### Verfilmungen
- Sins of Man (basiert auf „Hiob“, USA 1936, 86 Min.)
- Die Rebellion (BRD 1962, 81 Min., Fernsehfilm mit Josef Meinrad, Regie: Wolfgang Staudte)
- Die Legende vom heiligen Trinker (BRD 1963, Fernsehfilm mit Hannes Messemer)
- Radetzkymarsch (Ö/BRD 1965, 210 Min., Fernsehfilm. Regie: Michael Kehlmann.)
- Die Geschichte der 1002. Nacht (BRD 1969, 215 Min., Fernsehfilm)
- Beichte eines Mörders (BRD 1969, Fernsehfilm in 5 Teilen à 25 Min. oder in 10 Teilen à 15 Min.)
- Trotta (alternativ: „Die Kapuzinergruft“, BRD 1971, 95 Min., Regie: Johannes Schaaf)
- Das falsche Gewicht (BRD 1971, 140 Min., Fernsehfilm mit Helmut Qualtinger, Regie: Bernhard Wicki)
- Stationschef Fallmerayer (Ö/BRD 1975, 95 Min.)
- Hiob (Ö/BRD 1978. Fernsehfilm in drei Teilen. Buch und Regie: Michael Kehlmann. Mit Günter Mack u. a.)
- Tarabas (Ö/BRD 1981, Fernsehfilm mit Helmuth Lohner)
- Flucht ohne Ende (Ö/BRD 1986, Fernsehfilm mit Helmuth Lohner)
- La Leggenda del santo bevitore („Die Legende vom heiligen Trinker“, I/F 1988, 127 Min.)
- Das Spinnennetz (BRD/A/I 1989, 196 Min., Regie: Bernhard Wicki)
- Die Rebellion (Ö 1993, 90 Min., Fernsehfilm, Regie: Michael Haneke)
- Radetzkymarsch (Ö/D/F 1995, 255 Min., Fernsehfilm in 3 Folgen mit Max von Sydow und Charlotte Rampling; Regie: Axel Corti)

### Hörbücher
alphabetisch nach Titel
- Beichte eines Mörders, erzählt in einer Nacht Roman. Gelesen von Wolfram Berger. Diogenes, Zürich 2009, ISBN 978-3-257-80279-5.
- Beichte eines Mörders, erzählt in einer Nacht Roman. Gelesen von Peter Matić. Der Audio Verlag, Berlin 2016, ISBN 978-3-86231-722-6.
- Das falsche Gewicht. Roman. Gelesen von Joseph Lorenz. Diogenes, Zürich 2008, ISBN 978-3-257-80197-2.
- Die Flucht ohne Ende. Roman. Gelesen von Martin Wuttke. Diogenes, Zürich 2010, ISBN 978-3-257-80283-2.
- Die Geschichte von der 1002. Nacht. Roman. Gelesen von Michael Heltau. Diogenes, Zürich 2008, ISBN 978-3-257-80198-9.
- Hiob. Hörspiel in einer Fassung von Koen Tachelet. Ensemble des Volkstheaters (Wien), Musik: Eric Zeisl, adaptiert und arrangiert von Gerald Preinfalk. Mono Verlag, Wien 2011, ISBN 978-3-902727-88-6.
- Hiob. Roman eines einfachen Mannes. Gelesen von Peter Matić. Diogenes, Zürich 2008, ISBN 978-3-257-80215-3.
- Hotel Savoy. Roman. Gelesen von Hans Korte. Diogenes, Zürich 2008, ISBN 978-3-257-80196-5.
- Die Kapuzinergruft. Roman. Gelesen von Peter Matić. Diogenes, Zürich 2007, ISBN 978-3-257-80160-6.
- Die Legende vom heiligen Trinker. Erzählung. Gelesen von Mario Adorf. Diogenes, Zürich 2007, ISBN 978-3-257-80158-3.
- Der Leviathan. Erzählung. Gelesen von Senta Berger. Diogenes, Zürich 2009, ISBN 978-3-257-80258-0.
- Radetzkymarsch. Roman. Gelesen von Michael Heltau. Diogenes, Zürich 2007, ISBN 978-3-257-80159-0.
- Das Spinnennetz. Roman. Gelesen von Ulrich Matthes. Diogenes, Zürich 2009, ISBN 978-3-257-80257-3.
- Tarabas. Ein Gast auf dieser Erde. Roman. Gelesen von Joseph Lorenz. Diogenes, Zürich 2008, ISBN 978-3-257-80216-0.
- Triumph der Schönheit. Meistererzählungen. Gelesen von Peter Simonischek. Diogenes, Zürich 2009, ISBN 978-3-257-80906-0. (enthält außerdem: Barbara, April, Erdbeeren, Stationschef Fallmerayer, Die Büste des Kaisers).

### Hörspiele
- 1962: Radetzkymarsch, Produktion WDR/SWF
- 1994: Hotel Savoy, mit Cornelius Obonya, Thomas Thieme, Peter Simonischek, Christoph Eichhorn, Brigitte Karner u. v. a. Bearbeitung: Helmut Peschina, Regie: Robert Matejka. DLR/ORF 1994.
- 1999: Hiob – Regie: Robert Matejka (Hörspiel – MDR)
- 2007: Die Legende vom heiligen Trinker, zweisprachiges Hörspiel mit Michael Rotschopf, Tony de Maeyer, Philippe Magnan, Camille Garcia, Christian Pelissier, Amélie Jallier und anderen, Bearbeitung: Helmut Peschina – Regie: Marguerite Gateau, Produktion: Deutschlandradio/SR/France Culture
- 2009: Die Geschichte der 1002. Nacht, Produktion DLR/ORF
- 2010: Die Flucht ohne Ende, mit Cornelius Obonya, Marek Harloff, Jakob Köhn, Valery Tscheplanowa, Rufus Beck, Gesine Cukrowski, Jürgen Thormann, Felix von Manteuffel u. a. Bearbeitung: Helmut Peschina, Regie: Götz Fritsch. MDR 2010.
- 2012: Das Spinnennetz, zweiteiliges Hörspiel mit Martin Carnevali, Norman Hacker, Lena Lauzemis, Bernd Moss, Steven Scharf, Thomas Thieme. Bearbeitung und Regie: Katja Langenbach. BR Hörspiel und Medienkunst 2012. Als Podcast/Download im BR Hörspiel Pool.[54]